# Zach (cráter)
Zach es un cráter de impacto ubicado en el sector sur de la Luna, fuertemente lleno de cráteres. Al norte se halla el cráter Lilius, mientras que al sureste se localiza Pentland y al sur, Curtius, un cráter más grande. Debido al escorzo, el cráter tiene una apariencia oblonga cuando se ve desde la Tierra. El cráter tiene 71 kilómetros de diámetro y 3.7 kilómetros de profundidad. Es del período Período Nectárico, de hace entre 3920 y 3850 millones de años.
|  |

Las paredes internas del cráter son prominentemente aterrazadas, mientras que partes de la pared exterior aparecen indentadas por cráteres menores. Se localizan cráteres adyacentes unidos a las partes noreste, suroeste y sur del contorno. También se observa un par de cráteres superpuestos en el borde noroeste. La parte inferior es relativamente plana, con algunos cratercillos y un doble pico central desplazado hacia el norte.
El cráter lleva el nombre de Franz Xaver von Zach, un astrónomo húngaro del siglo XIX.

## Cráteres satélite
Por convención estos elementos son identificados en los mapas lunares poniendo la letra en el lado del punto medio del cráter que está más cercano a Zach.
|      | \| Zach \| Coordenadas \| Diámetro \| \| ---- \| --------------------------- \| -------- \| \| A \| 62°30′S 5°06′E / -62.5, 5.1 \| 36 km \| \| B \| 58°36′S 3°00′E / -58.6, 3.0 \| 32 km \| \| C \| 58°30′S 1°18′E / -58.5, 1.3 \| 13 km \| \| D \| 62°06′S 7°54′E / -62.1, 7.9 \| 32 km \| \| E \| 59°24′S 6°18′E / -59.4, 6.3 \| 24 km \| \| F \| 60°00′S 3°12′E / -60.0, 3.2 \| 28 km \| \| G \| 58°24′S 0°30′E / -58.4, 0.5 \| 6 km \| \| H \| 59°00′S 2°54′E / -59.0, 2.9 \| 7 km \| \| J \| 57°24′S 4°42′E / -57.4, 4.7 \| 11 km \| \| K \| 57°24′S 6°12′E / -57.4, 6.2 \| 9 km \| \| L \| 58°06′S 6°54′E / -58.1, 6.9 \| 16 km \| \| M \| 57°06′S 7°00′E / -57.1, 7.0 \| 5 km \| |          |
| Zach | Coordenadas | Diámetro |
| A    | 62°30′S 5°06′E / -62.5, 5.1 | 36 km    |
| B    | 58°36′S 3°00′E / -58.6, 3.0 | 32 km    |
| C    | 58°30′S 1°18′E / -58.5, 1.3 | 13 km    |
| D    | 62°06′S 7°54′E / -62.1, 7.9 | 32 km    |
| E    | 59°24′S 6°18′E / -59.4, 6.3 | 24 km    |
| F    | 60°00′S 3°12′E / -60.0, 3.2 | 28 km    |
| G    | 58°24′S 0°30′E / -58.4, 0.5 | 6 km     |
| H    | 59°00′S 2°54′E / -59.0, 2.9 | 7 km     |
| J    | 57°24′S 4°42′E / -57.4, 4.7 | 11 km    |
| K    | 57°24′S 6°12′E / -57.4, 6.2 | 9 km     |
| L    | 58°06′S 6°54′E / -58.1, 6.9 | 16 km    |
| M    | 57°06′S 7°00′E / -57.1, 7.0 | 5 km     |